# Why the lucky stiff
Why the lucky stiff (également connu plus simplement comme Why ou _why) est un écrivain, caricaturiste, musicien, artiste et programmeur informatique.

## Biographie

### Contribution à Ruby
Dans les années 2000, il est notamment connu pour son travail sur le langage de programmation Ruby et, avec Yukihiro Matsumoto et David Heinemeier Hansson, une des personnes les plus connues de la communauté Ruby.
Un de ses travaux les plus connus est Why's (poignant) Guide to Ruby, un tutoriel pour la programmation en Ruby pour le moins original puisque le langage y est présenté par du texte, des bandes dessinées et autres dessins. 
Il est aussi le développeur de Try Ruby, qui permet de tester le langage sans installation depuis un navigateur web, et de Camping, un microframework Ruby.

### Autres contributions
Il est probablement à l'origine du terme « tumblelog », ou, du moins, de sa plus ancienne utilisation recensée.

### Arrêt de ses activités
Le 19 août 2009, Why the lucky stiff ferme la totalité des sites où il publiait ses travaux sans donner la moindre explication. Peu de jours après, son nom réel, Jonathan S. Gillette, est découvert et publié. Ses travaux sont sauvegardés par leur republication sur d'autres sites.

## Hommage
Le 19 août 2010, le Whyday est organisé en hommage au travail de Why the lucky stiff et ceci à l'occasion du premier anniversaire de sa mise en retrait du web.